# Santaluz
Santaluz é um município brasileiro do estado da Bahia, localizado no Território do Sisal. Sua população, conforme estimativa do IBGE de 2024, era de 39 922 habitantes.

## História
Em 15 de setembro de 1884, foi inaugurada, em terras antes pertencentes a José Lopes desapropriadas quatro anos antes para a construção da Estrada de Ferro da Bahia ao São Francisco, a estação Santa Luzia, pertencente a essa ferrovia. Ao redor dessa estação ferroviária, se fixaram muitas pessoas vindas de localidades nas redondezas, assim surgindo o povoado de Santa Luzia, atual cidade de Santaluz.
O povoado de Santa Luzia, então pertencente a Queimadas, foi elevado à categoria de distrito policial por meio de Ato estadual de 28 de julho de 1890 e à categoria de distrito de paz por meio da Lei municipal n° 11, de 4 de abril de 1918, aprovada pela Lei estadual n° 1 298, de 6 de maio de 1919.
O movimento pela emancipação de Santa Luzia se iniciou em 1922 e vários projetos de lei em prol dessa causa foram propostos na Assembleia Legislativa, sem serem aprovados. Por meio do Decreto estadual n° 8.693, de 3 de novembro de 1933, Santa Luzia foi transformada em subprefeitura de Queimadas e, por meio do Decreto estadual n° 8 694, da mesma data, foi nomeado como subprefeito Ezequiel Cardoso da Costa, o qual tomou posse dezoito dias depois, dia da instalação da subprefeitura.
O Decreto estadual n° 9.601, de 18 de julho de 1935, elevou o distrito de Santa Luzia à categoria de município, desmembrando-se de Queimadas, sendo a nova municipalidade instalada em 1° de setembro do mesmo ano, com a posse do primeiro prefeito, Ezequiel Cardoso da Costa.
Por meio do Decreto-lei estadual n° 141, de 31 de dezembro de 1943, o município de Santa Luzia teve seu nome alterado para Santaluz, devido a uma lei federal que proibia a existência de municípios e vilas com o mesmo nome.

## Geografia
O município de Santaluz possui uma área territorial de 1.623,445 km² e sua sede está a uma altitude de 363 m.
Santaluz está localizada entre dois importantes rios da Bahia: o Itapicuru, que banha o extremo norte do município, delimitando sua divisa com Cansanção, e o Jacuípe, em seu extremo sul, demarcando a divisa com Gavião.
O clima típico do município é o semiárido e a vegetação, a Caatinga.
Dentre as elevações existentes no município, estão a Serra da Caracunha, Morro do Lopes e a Serra do Pintado.

## Economia
A economia de Santaluz é baseada na agricultura (sobretudo de sisal, feijão, milho e mandioca), pecuária e mineração (ouro, magnésio, cromo, granito azul e prata).

## Boi Velho: Um dos primeiros povoados de Santaluz
Boi Velho é um povoado do município luzense e surgiu quando Santaluz ainda fazia parte do município de Queimadas. Fica localizado a 10 km da sede luzense, as margens da estrada vicinal que liga Santaluz a cidade de Valente. Sua economia baseia-se na agricultura e na pecuária, sendo o sisal sua principal fonte econômica e renda familiar.
Boi Velho é hoje um dos melhores povoados de Santaluz para residir, pois está localizado numa região atendida por empresas de água, energia, internet (fibra óptica e via rádio) e pelas principais empresas de telefonia móvel do Brasil (Claro, Tim e Vivo).
O povoado surgiu de uma fazenda chamada Boi Velho. Segundo informações dos moradores local, a fazenda ganhou esse nome pelo fato do fazendeiro ter tido um boi de estimação, que recebia toda atenção do dono. O boi morreu de velho, dando origem ao nome da fazenda Boi Velho. Com o passar do tempo, famílias começaram a construir casas nas proximidades da fazenda e anos depois tornou-se povoado e ganhou o nome de povoado do Boi Velho.
Boi Velho deu origem a um povoado do município de Valente, Boi Novo, que faz limite municipal com ele.